# Parafia św. Michała Archanioła w Żabinie
Parafia św. Michała Archanioła w Żabinie – znajduje się w dekanacie Góra zachód w archidiecezji wrocławskiej. Erygowana w XVI wieku.
Obsługiwana przez księży archidiecezjalnych. Jej proboszczem jest ks. mgr Stanisław Długowski RM wicedziekan.

## Parafialne księgi metrykalne
| Księgi metrykalne | Okres ewidencji            |
| ----------------- | -------------------------- |
| chrztów           | 1713-1799 1947 -           |
| ślubów            | 1767-1799 1947 -           |
| zgonów            | 1713-1734 1767-1799 1947 - |